# Xã Hopewell, Quận Washington, Pennsylvania
Xã Hopewell (tiếng Anh: Hopewell Township) là một xã thuộc quận Washington, tiểu bang Pennsylvania, Hoa Kỳ. Năm 2010, dân số của xã này là 957 người.